# Medinilla arboricola
Medinilla arboricola är en tvåhjärtbladig växtart som beskrevs av Foon Chew How. Medinilla arboricola ingår i släktet Medinilla och familjen Melastomataceae. Inga underarter finns listade i Catalogue of Life.